# Chélieu
Chélieu est une commune française située dans le département de l'Isère, en région Auvergne-Rhône-Alpes. 
La commune de Chélieu est adhérente à la communauté de communes Les Vals du Dauphiné depuis le 1er janvier 2017.
Les habitants de Chélieu se dénomment les Chéliaquois.

## Géographie

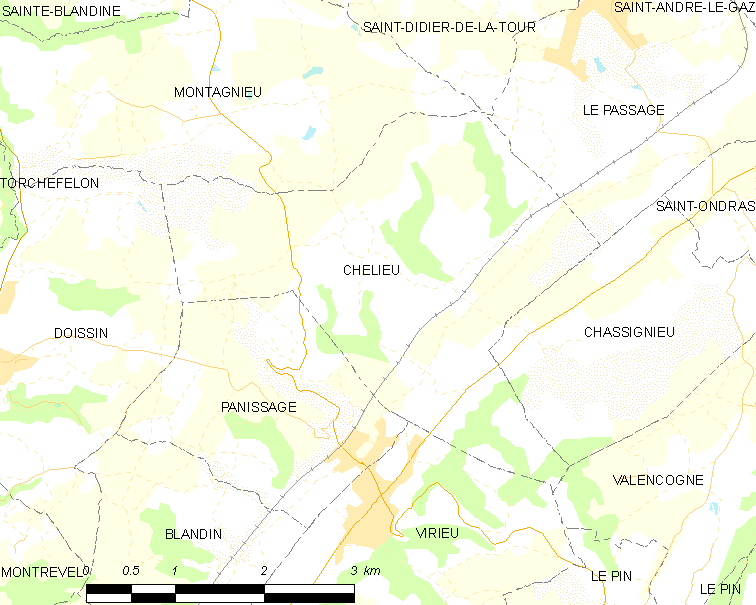
Plan de Chélieu et des communes limitrophes

### Situation et description
Le village est situé dans la vallée de la Bourbre et dans le secteur des Terres froides, une région naturelle de France s'étendant dans le nord du département de l'Isère.
Se positionnant à une altitude comprise entre 374 m et 607 m et situé à proximité des agglomérations de La Tour-du-Pin et de Saint-André-le-Gaz, non loin du lac de Paladru, Chélieu est une petite commune essentiellement rurale à l'écart des grandes voies de circulation.

### Communes limitrophes
|                                               | Montagnieu                                 | Saint-Didier-de-la-Tour / Le Passage |
| Doissin                                       | Chélieu                                    | Chassignieu                          |
| Val-de-Virieu (ancienne commune de Panissage) | Val-de-Virieu (ancienne commune de Virieu) | Valencogne                           |

### Climat
Pour des articles plus généraux, voir Climat d'Auvergne-Rhône-Alpes et Climat de l'Isère.
En 2010, le climat de la commune est de type climat océanique altéré, selon une étude du Centre national de la recherche scientifique s'appuyant sur une série de données couvrant la période 1971-2000. En 2020, Météo-France publie une typologie des climats de la France métropolitaine dans laquelle la commune est exposée à un climat de montagne ou de marges de montagne et est dans la région climatique  Alpes du nord, caractérisée par une pluviométrie annuelle de 1 200 à 1 500 mm, irrégulièrement répartie en été. 
Pour la période 1971-2000, la température annuelle moyenne est de 10,1 °C, avec une amplitude thermique annuelle de 17,5 °C. Le cumul annuel moyen de précipitations est de 1 286 mm, avec 10 jours de précipitations en janvier et 7,2 jours en juillet. Pour la période 1991-2020, la température moyenne annuelle observée sur la station météorologique de Météo-France la plus proche, « Pont-de-Beauvoisin », sur la commune du Pont-de-Beauvoisin à 15 km à vol d'oiseau, est de 11,8 °C et le cumul annuel moyen de précipitations est de 1 166,3 mm,. Pour l'avenir, les paramètres climatiques de la commune estimés pour 2050 selon différents scénarios d'émission de gaz à effet de serre sont consultables sur un site dédié publié par Météo-France en novembre 2022.

### Hydrologie
La commune est traversée dans sa partie orientale par la Bourbre, un affluent en rive gauche du Rhône et d'une longueur de 72,2 km.

### Voies de communication

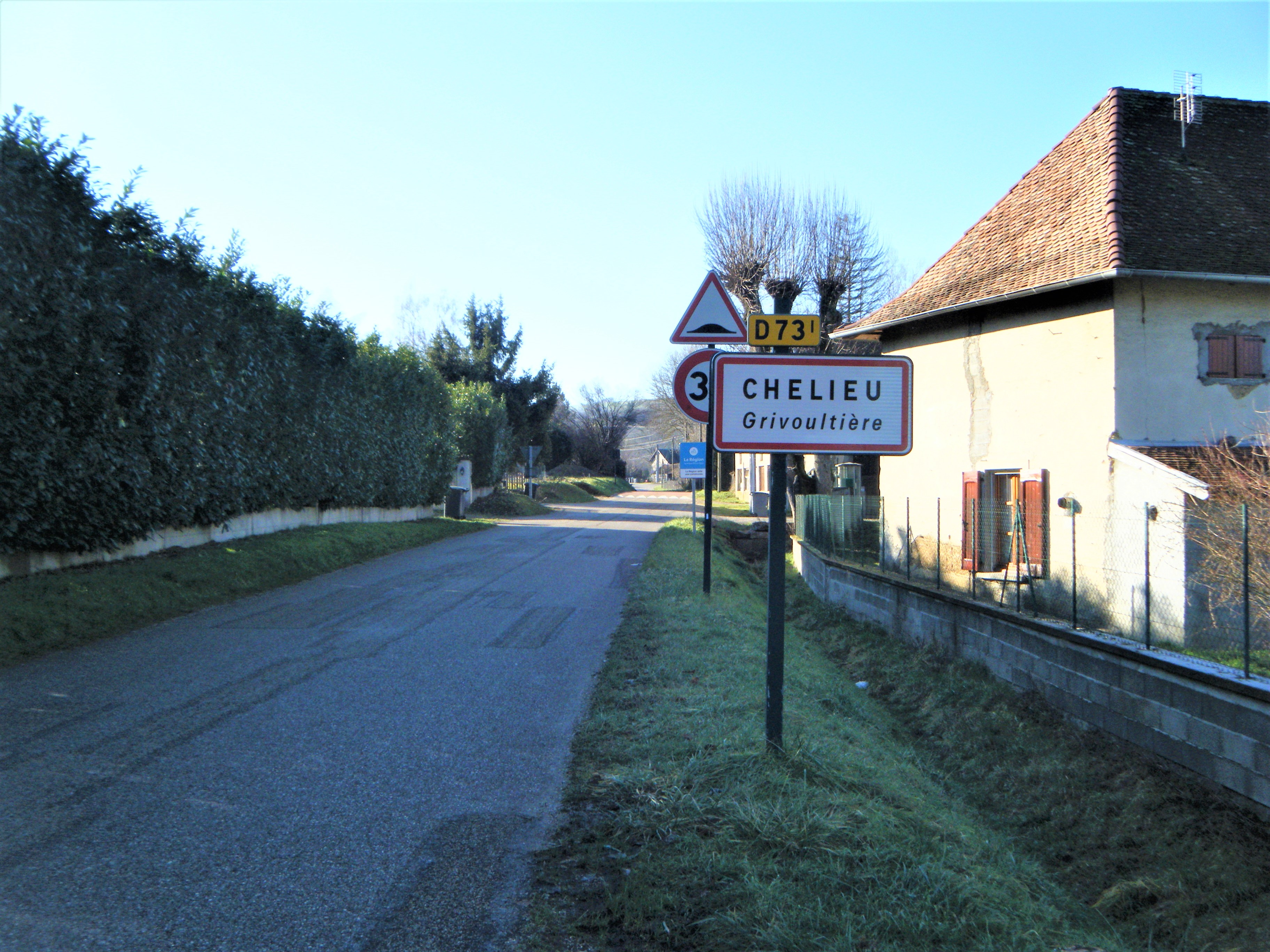
Panneau d'entrée de Chelieu

#### Voies routières
Le territoire communal est traversé par trois routes départementales d'importance secondaire :
- la route départementale 73 qui relie la commune du Grand-Lemps à la RD1006 (ancienne RN6), près de la commune des Abrets-en-Dauphiné.
- la route départementale 17 qui relie la commune de Val-de-Virieu (anciennement Virieu) à la commune de La Tour-du-Pin.
- la route départementale 73i qui relie le RD73 (hameau de Grivoultière) à la commune de Saint-Didier-de-la-Tour.

#### Voies ferroviaires
Le territoire communal est également traversé par la ligne de voie ferrée Lyon-Grenoble. La gare ferroviaire la plus proche (3 km) est la gare de Virieu-sur-Bourbre située sur la ligne de Lyon-Perrache à Marseille-Saint-Charles (via Grenoble), celle-ci étant desservie par les trains TER Auvergne-Rhône-Alpes.

## Urbanisme

### Typologie
Au 1er janvier 2024, Chélieu est catégorisée commune rurale à habitat dispersé, selon la nouvelle grille communale de densité à sept niveaux définie par l'Insee en 2022.
Elle est située hors unité urbaine et hors attraction des villes,.

### Occupation des sols
L'occupation des sols de la commune, telle qu'elle ressort de la base de données européenne d’occupation biophysique des sols Corine Land Cover (CLC), est marquée par l'importance des territoires agricoles (86,4 % en 2018), une proportion sensiblement équivalente à celle de 1990 (86,5 %). La répartition détaillée en 2018 est la suivante : 
zones agricoles hétérogènes (43,1 %), terres arables (33,2 %), forêts (13,6 %), prairies (10,1 %). L'évolution de l’occupation des sols de la commune et de ses infrastructures peut être observée sur les différentes représentations cartographiques du territoire : la carte de Cassini (XVIIIe siècle), la carte d'état-major (1820-1866) et les cartes ou photos aériennes de l'IGN pour la période actuelle (1950 à aujourd'hui).

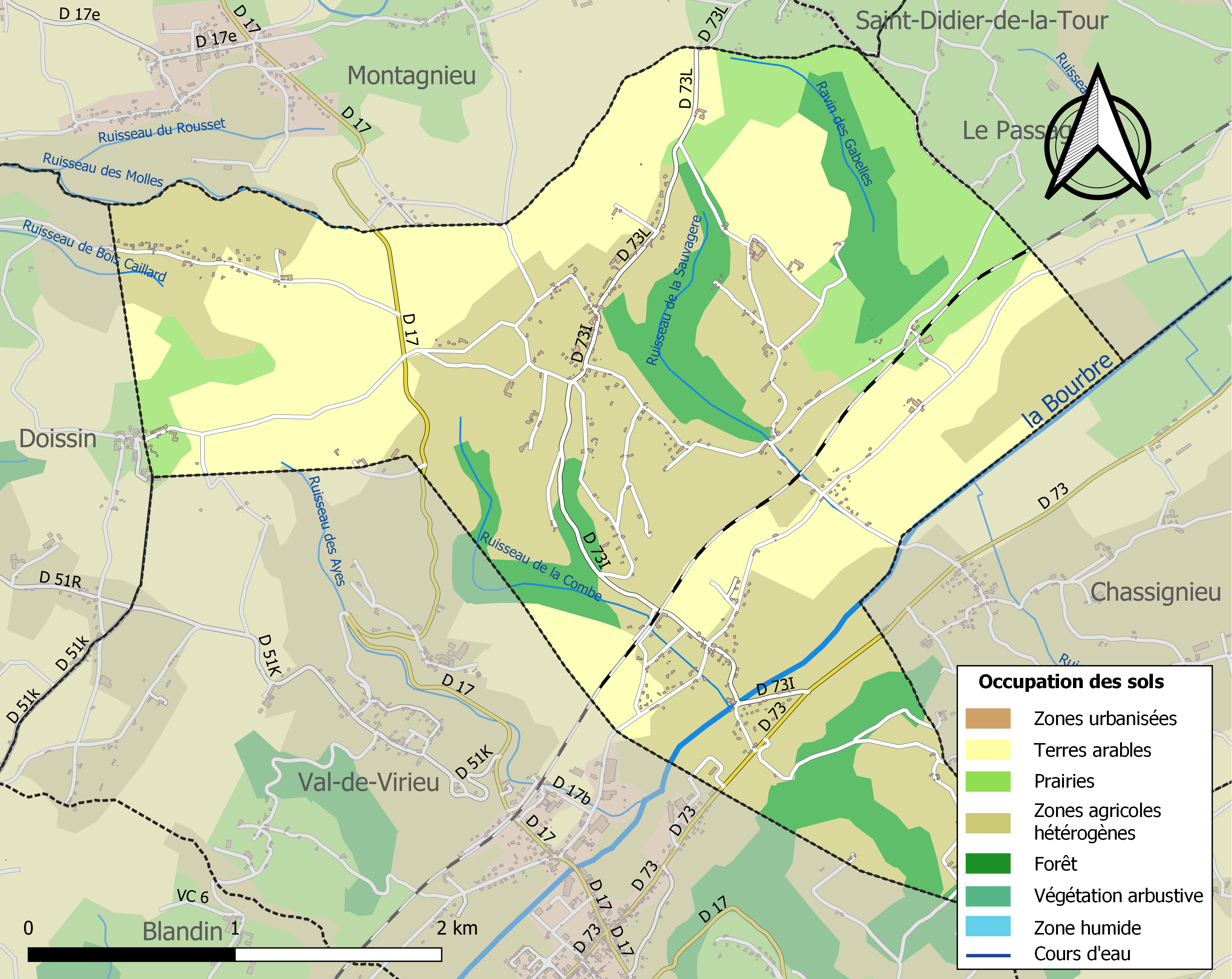
Carte des infrastructures et de l'occupation des sols de la commune en 2018 (CLC).

### Hameaux, lieux-dits et écarts
Voici, ci-dessous, la liste la plus complète possible des divers hameaux, quartiers et lieux-dits résidentiels urbains comme ruraux, ainsi que les écarts qui composent le territoire de la commune de Chélieu, présentés selon les références toponymiques fournies par le site géoportail de l'Institut géographique national.
| - Le Glavet - Ravin des Gabelles - Bois des Côtes - le Grand Envelun - le Petit Envelun - les Bois Caillaud - Tribouillon - les Pautes | - Bois de la Sauvagère - Tancin - Lézieu - Beauregard - le Plâtre - Patant - Aux Hayes - Ferme Caillat | - les Pierres - Grivoultière - la Mollat - la Madeleine - Bois du Tiraillet - Cayonnière - Badier - Bois Carré |

### Risques naturels et technologiques

#### Risques sismiques
L'ensemble du territoire de la commune de Chélieu est situé en zone de sismicité n°3 (sur une échelle de 1 à 5), comme la plupart des communes de son secteur géographique, mais non loin de la zone n°4, située plus à l'est, vers le massif de la Chartreuse.
| Type de zone | Niveau            | Définitions (bâtiment à risque normal) |
| ------------ | ----------------- | -------------------------------------- |
| Zone 3       | Sismicité modérée | accélération = 1,1 m/s2                |

## Toponymie
Attesté en Cadulliacum au IXe siècle, Challeu au XIIe, Cheliacum au XVe.
D'après Albert Dauzat et Charles Rostaing, ce toponyme provient de Catulliacum, composé du nom d'homme Latin Catullius et du suffixe latin -iacum.
Selon André Planck, auteur du livre L'origine du nom des communes du département de l'Isère, le nom de Chélieu pourrait dériver du nom d'un homme gallo-romain dénommé Cadulius et qui désigne également un sanglier.

## Histoire

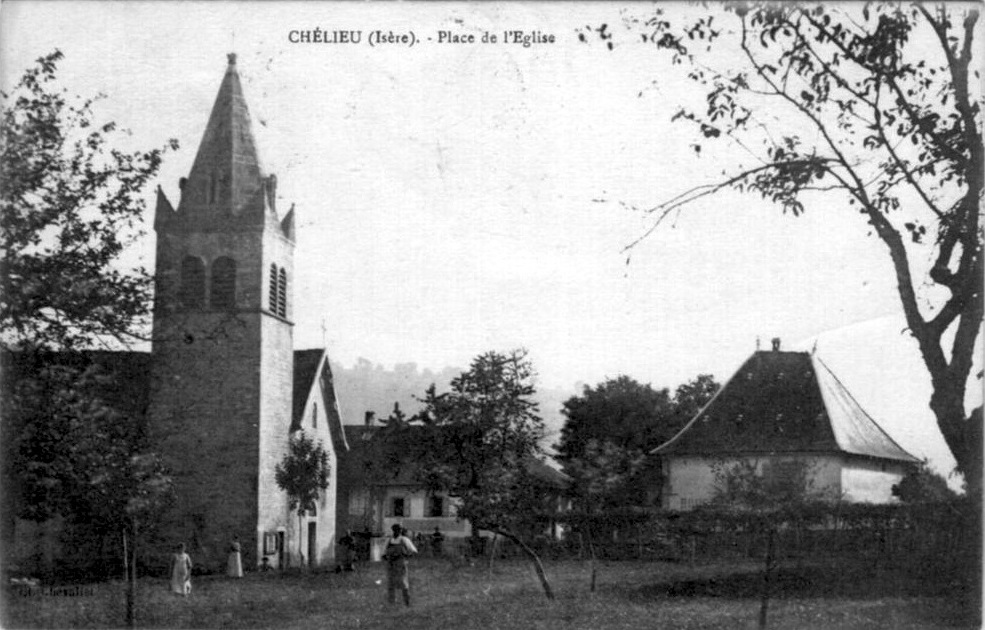
La place de l'église au début du XXe siècle.

### Préhistoire et Antiquité
Le secteur actuel de la commune de Chélieu se situe à l'ouest du territoire antique des Allobroges, ensemble de tribus gauloises occupant l'ancienne Savoie, ainsi que la partie du Dauphiné, située au nord de la rivière Isère.

## Politique et administration

### Administration municipale
En 2019, le conseil municipal comptait quinze membres (dix hommes et cinq femmes), parmi lesquels le maire, quatre adjoints au maire et dix conseillers municipaux.

### Liste des maires
| Période                                  | Période  | Identité       | Étiquette | Qualité                    |
| ---------------------------------------- | -------- | -------------- | --------- | -------------------------- |
| avant 1981                               | ?        | Louis Villeton | DVG       |                            |
| mars 2001                                | En cours | Max Gauthier   | SE        | Retraité de l'enseignement |
| Les données manquantes sont à compléter. |          |                |           |                            |

## Population et société

### Démographie
L'évolution du nombre d'habitants est connue à travers les recensements de la population effectués dans la commune depuis 1800. Pour les communes de moins de 10 000 habitants, une enquête de recensement portant sur toute la population est réalisée tous les cinq ans, les populations de référence des années intermédiaires étant quant à elles estimées par interpolation ou extrapolation. Pour la commune, le premier recensement exhaustif entrant dans le cadre du nouveau dispositif a été réalisé en 2005.

En 2022, la commune comptait 739 habitants, en évolution de +9,64 % par rapport à 2016 (Isère : +3,07 %, France hors Mayotte : +2,11 %).
| 1800 | 1806 | 1821 | 1831 | 1836 | 1841 | 1846 | 1851 | 1856 |
| ---- | ---- | ---- | ---- | ---- | ---- | ---- | ---- | ---- |
| 680  | 853  | 802  | 901  | 729  | 805  | 803  | 760  | 700  |

| 1861 | 1866 | 1872 | 1876 | 1881 | 1886 | 1891 | 1896 | 1901 |
| ---- | ---- | ---- | ---- | ---- | ---- | ---- | ---- | ---- |
| 696  | 706  | 670  | 624  | 587  | 576  | 598  | 567  | 567  |

| 1906 | 1911 | 1921 | 1926 | 1931 | 1936 | 1946 | 1954 | 1962 |
| ---- | ---- | ---- | ---- | ---- | ---- | ---- | ---- | ---- |
| 560  | 517  | 482  | 478  | 487  | 482  | 448  | 435  | 407  |

| 1968 | 1975 | 1982 | 1990 | 1999 | 2005 | 2006 | 2010 | 2015 |
| ---- | ---- | ---- | ---- | ---- | ---- | ---- | ---- | ---- |
| 378  | 323  | 368  | 415  | 522  | 630  | 638  | 661  | 674  |

| 2020 | 2022 | - | - | - | - | - | - | - |
| ---- | ---- | - | - | - | - | - | - | - |
| 729  | 739  | - | - | - | - | - | - | - |

### Enseignement
La commune est rattachée à l'académie de Grenoble.

### Médias
Historiquement, le quotidien à grand tirage Le Dauphiné libéré consacre, chaque jour, y compris le dimanche, dans son édition du Nord-Isère, un ou plusieurs articles à l'actualité sur le canton, la communauté des communes et quelquefois sur la commune, ainsi que des informations sur les éventuelles manifestations locales, les travaux routiers, et autres événements divers à caractère local.

### Cultes
La communauté catholique et l'église de Chélieu (propriété de la commune) sont desservies par la paroisse Sainte-Anne qui, elle-même, est rattachée au diocèse de Grenoble-Vienne.

## Culture et patrimoine

### Lieux et monuments
- Église Saint-Martin

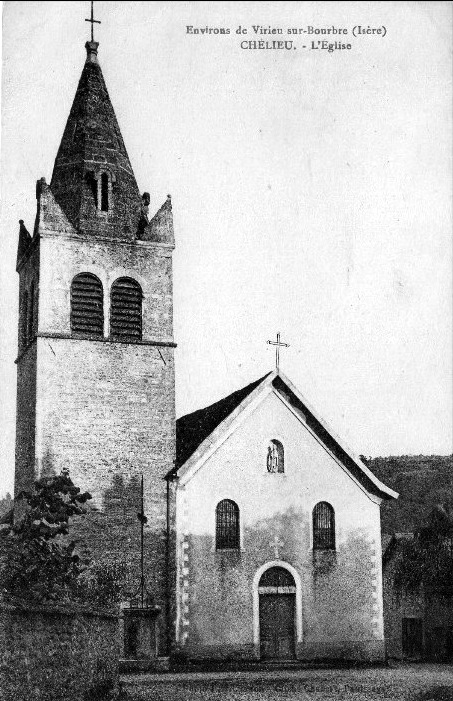
L'église au début du XXe siècle.

- Le monument aux morts, de facture classique, représenté par un obélisque entouré de huit obus[25].

### Héraldique
|  | Chélieu possède des armoiries dont l'origine et le blasonnement exact ne sont pas disponibles. |